# 丹戈爾博雷
丹戈爾博雷（法語：Dangol-Boré），是馬里的城鎮，位於該國中部，由莫普提區的杜安扎省負責管轄，面積1,237平方公里，海拔高度265米，2009年普查人口總數為27,165人，人口密度每平方公里21.96人。
15°7′59″N 3°29′17″W / 15.13306°N 3.48806°W